# Ситовник желтоватый
Сито́вник желтова́тый, или Ситовник темнова́тый (лат. Pycréus flavéscens) — однолетнее травянистое растение; вид рода Ситовник (Pycreus) семейства Осоковые (Cyperaceae).

## Ботаническое описание

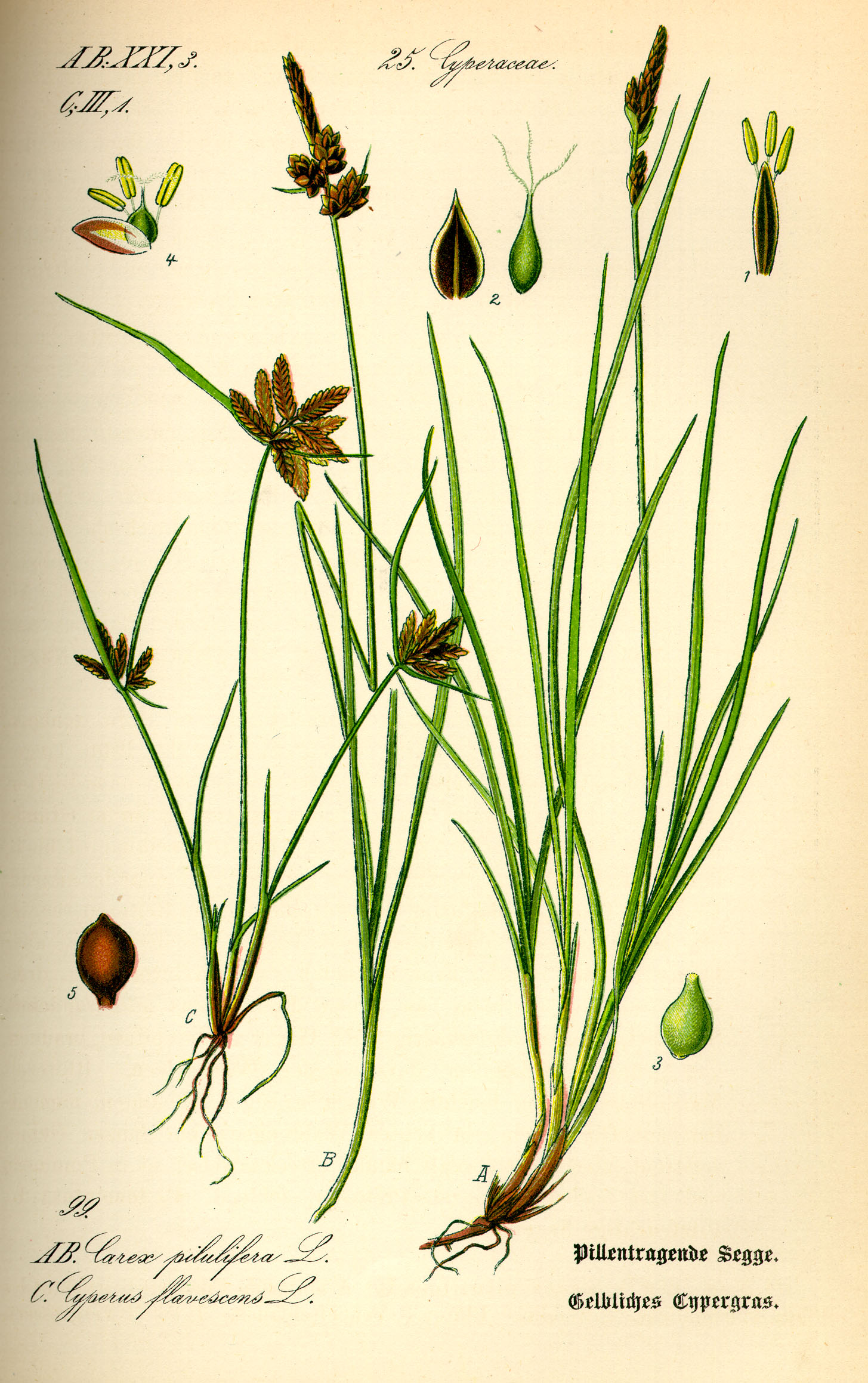
Ситовник желтоватый.

Однолетнее травянистое растение высотой 5—40 см. Стебли трёхгранные, гладкие, собраны в пучки. Листья линейные, 1—2 мм шириной, острые. Колоски сжатые, линейно-продолговатые, длиной 6—10 мм, шириной 2—3 мм, скученные в одно шаровидное или полушаровидное соцветие с 2—3 заметно превышающими его по длине кроющими листьями. Кроющие чешуи около 2 мм длиной, широкоэллиптические, на конце притупленные, с коротким тонким остроконечием, желтоватые или тёмно-бурые с зелёным килем. Тычинок 3, рылец 2. Плод — орешек, двояковыпуклый, почти округлый, около 1 мм длиной.
Цветёт в июле-августе, плодоносит в августе-сентябре.

## Распространение и местообитание
В пределах ареала обитает на иловатых, песчаных берегах водоемов, болотистых местах, колеях малоезженных дорог, днищах оврагов.
В России распространён в нечернозёмной полосе: отмечен для Брянской, Владимирской, Воронежской, Калужской, Костромской, Московской, Нижегородской, Смоленской, Тверской областей. Также отмечен в Липецкой, Тамбовской и Курской областях.
Лимитирующие факторы — узкая экологическая амплитуда вида вблизи границы ареала. Уничтожение местообитаний в ходе гидростроительства, мелиоративных работ, при расширении рекреационных зон и увеличении нагрузки на них.

## Охранный статус

### В России
В России вид входит в Красные книги Воронежской, Липецкой и Псковской областей.
Растёт на территории Хопёрского заповедника.

### На Украине
Решением Луганского областного совета № 32/21 от 03.12.2009 г. вид входит в «Список регионально редких растений Луганской области».
Входит также в Красные книги Донецкой и Закарпатской областей.

### Иные страны Европы
Входит также в Красную книгу Литовской республики.

## Синонимичные названия
- Chlorocyperus abyssinicus (Hochst. ex A.Rich.) Rikli, 1895
- Chlorocyperus flavescens (L.) Rikli, 1895
- Cyperus abyssinicus Hochst. ex A.Rich., 1851
- Cyperus durandii Boeckeler, 1895
- Cyperus flavens Pall., 1795
- Cyperus flavescens L., 1753basionym
- Cyperus fontanesii Kunth, 1837
- Cyperus gussonei Gasp., 1844
- Cyperus ligusticus Gand., 1876
- Cyperus melanostachyus Walp., 1852, nom. illeg.
- Cyperus nieuwlandii Geise, 1934
- Cyperus obtusiusculus Gand., 1876
- Cyperus pallidus Kit. ex Kanitz, 1864
- Cyperus paraensis Mart. & Schrad. ex Nees, 1842
- Cyperus piceus Liebm., 1850
- Cyperus poaeformis Pursh, 1814
- Cyperus setaceus Wulfen, 1858
- Cyperus stramineus Link, 1829
- Cyperus tonduzianus Boeckeler, 1895
- Cyperus tristachyus Boeckeler, 1868
- Cyperus xanthinum J.Presl, 1828
- Distimus flavescens (L.) Raf., 1819
- Pycreus paraensis Nees, 1842
- Pycreus piceus (Liebm.) C.B.Clarke, 1908
- Pycreus potosiensis C.B.Clarke, 1908
- Pycreus tristachyus (Boeckeler) C.B.Clarke, 1908